# Ankerstrombelag
„Als charakteristische Größe elektrischer Maschinen definieren wir den Ankerstrombelag und unterscheiden den Mittelwert als die auf den Ankerumfang bezogene Durchflutung
{\displaystyle A_{a}={\frac {2w_{a}\cdot I_{a}}{2p\cdot \tau _{p}}}}

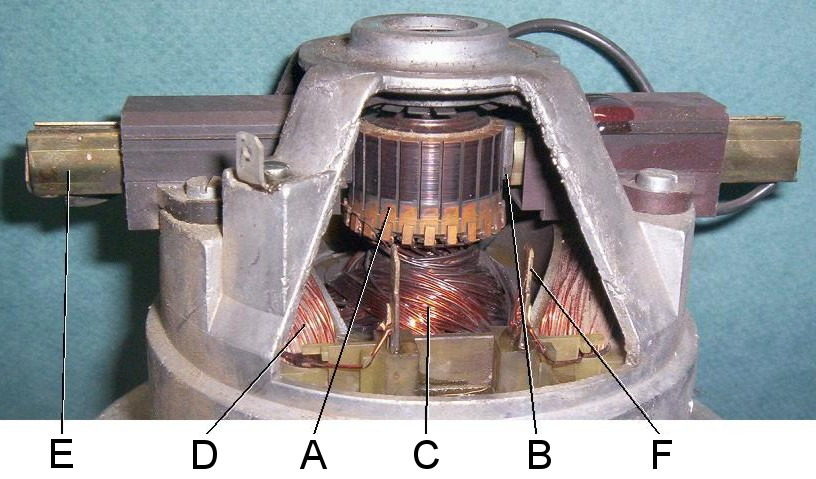
Bild 1: Kommutatormaschine mit einem Polpaar (p=1)

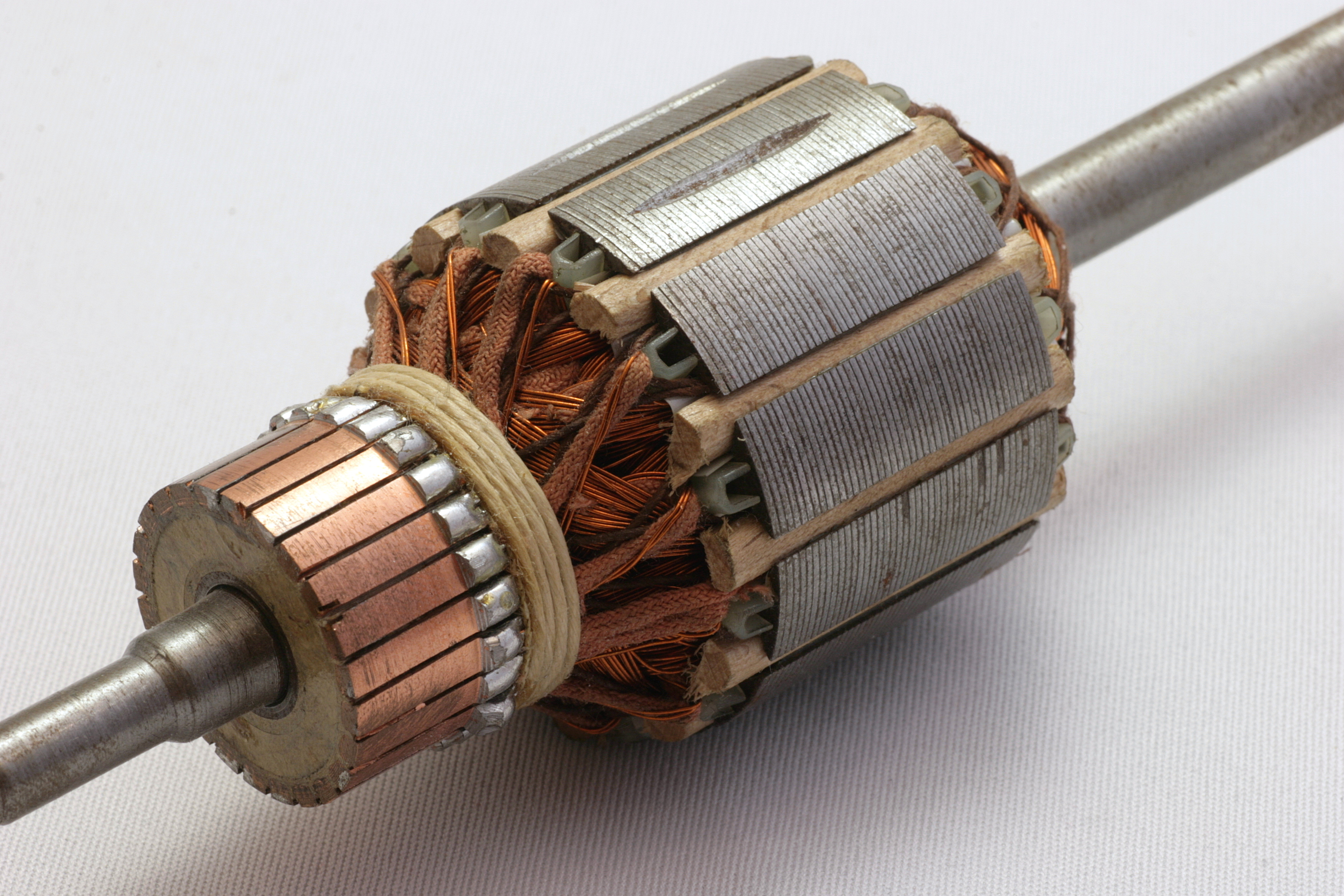
Bild 2: Anker mit Kommutator

oder den von der Ortskoordinate x abhängigen Wert …“ (Hanskarl Eckhardt, S. 46 f.) Die Ankerwindungszahl {\displaystyle w_{a}} ist die Anzahl der zwischen zwei Bürsten (s. E und B in Bild 1) in Reihe geschalteten und wirksamen Windungen. Der gesamte Ankerstrom {\displaystyle I_{a}} fließt bei der in Bild 1 dargestellten Maschine über die zwei Bürsten und teilt sich in zwei Zweige im Anker auf. Die Polteilung {\displaystyle \tau _{p}} ist bei dieser Maschine der halbe Umfang des Ankers (Bild 2) am zylindrischen Luftspalt.
In der o. g. genannte Quelle ist der Ankerstrombelag für Gleichstrommaschinen mit Stromwendern (Kommutatoren) definiert, was unten detailliert ausgeführt wird. Der Leistungsstrom fließt durch den Anker.
Bei Drehstrommaschinen (Innenpolmaschinen) fließt der Leistungsstrom durch die Ständerwicklungen. Betrachtet man den Ständer solch einer Drehstrommaschine als Anker, so ist der Ankerstrombelag die gleiche Grundlage, mit der das Drehmoment ähnlich berechnet und die thermische Belastung quantifiziert werden kann. Lediglich die Windungszahl wird anders berechnet und es müssen die drei parallelen Zweige der Drehstromwicklung berücksichtigt werden.

## Drehmomentberechnung
Mit dem mittleren Ankerstrombelag {\displaystyle A_{a}} und dem Effektivwert der magnetischen Flussdichte {\displaystyle B_{m}} (gestrichelte Linie im Diagramm 1) berechnet sich auf einfache Weise der Mittelwert der tangential wirkenden Flächenkraft, die in  als Drehschub {\displaystyle \sigma } bezeichnet wird, mit:
{\displaystyle \sigma =A_{a}\cdot B_{mi}}
( S. 51). ({\displaystyle B_{mi}} ist der Mittelwert im Bereich einer Polteilung.) Das innere Drehmoment {\displaystyle M_{i}} ist das Produkt aus dem Drehschub {\displaystyle \sigma },  der zylindrischen Fläche des Luftspalts ({\displaystyle L\cdot \pi \cdot d})  und dem Radius {\displaystyle {\frac {d}{2}}}:
{\displaystyle M_{i}=\sigma \cdot L\cdot \pi \cdot {\tfrac {d^{2}}{2}}}

## Bestimmung der Flussdichte aus der gemessenen Quellenspannung

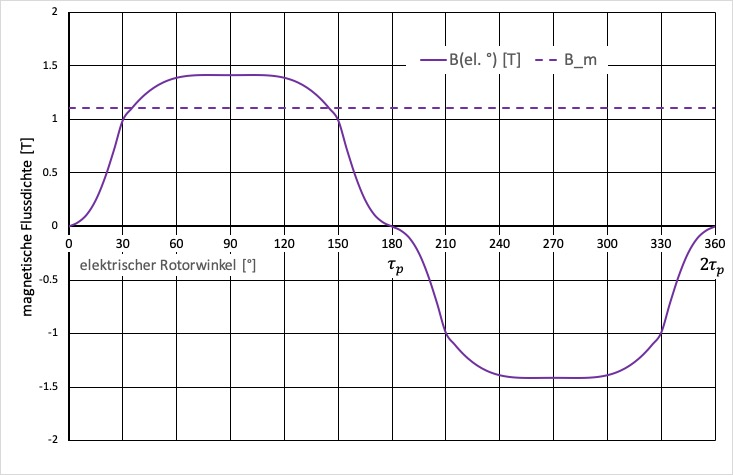
Diagramm 1: Magnetische Flussdichte B(x) und Mittlere magnetische Flussdichte entlang zweier Polteilungen

Der für die Berechnung des Drehmoments erforderliche Mittelwert der magnetischen Flussdichte kann anstelle von aufwendigen Berechnungen, die zudem wegen der Streuwerte der charakteristischen Kennwerte der Werkstoffe mit Unsicherheiten behaftet sind, mit dem gemessenen Effektivwert der Quellenspannung {\displaystyle U_{q}} bestimmt werden.
„Die mittlere Quellenspannung, die wir im Leerlauf ({\displaystyle I_{a}=0}) zwischen zwei Bürsten messen können, erhalten wir aus der Summation der in den Spulen induzierten Spannungen nach Gl. (3.11) unter Berücksichtigung der Schaltung mit der wirksamen Windungszahl {\displaystyle w_{a}} und der mittleren Flussdichte {\displaystyle B_{mi}}
{\displaystyle U_{q}=2\cdot w_{a}\cdot L\cdot v_{a}\cdot B_{mi}}“
({\displaystyle L[m]} – axiale Länge des Luftspalts)
Mit der Winkelgeschwindigkeit im Leerlauf
{\displaystyle \omega =n[{min}^{-1}]\cdot {\tfrac {1min}{60s}}\cdot 2\pi }
berechnet sich die Umfangsgeschwindigkeit am Luftspalt
{\displaystyle v_{a}=\omega \cdot {\tfrac {d}{2}}}
Somit berechnet sich der Mittelwert der magnetischen Flussdichte mit dem Messwert der Quellenspannung {\displaystyle U_{q}} aus:
{\displaystyle B_{mi}={\tfrac {U_{q}}{2w_{a}\cdot L\cdot v_{a}}}},
für einen konstanten Erregerstrom (in Wicklung D in Bild 1) oder eine Permanentmagneterregung (bei konstanter Drehzahl).

## Thermische Grenze für das Drehmoment
Weiterhin ist der Ankerstrombelag eine charakteristische Größe für die thermische Belastung einer elektrischen Maschine. Die Wicklungen am Umfang nahe des Luftspalts haben einen begrenzten Querschnitt der Nuten. Dadurch ist der elektrische Leitwert begrenzt. Der Kehrwert des auf die Länge bezogenen elektrischen Leitwertes ist der auf die Länge bezogene Widerstand. Dieser längenbezogene Widerstand multipliziert mit der axialen Länge zylindrischen Luftspalts {\displaystyle L[m]} ergibt einen Wert für den Widerstand. Der Wicklungswiderstand ergibt sich daraus, in wie viele Leiterwindungen der Wicklungsquerschnitt aufgeteilt wird. Die Aufteilung hat keinen Einfluss auf die Verlustleistung, weil es für die gleiche Durchflutung und den gleichen Ankerstrombelag gleichgültig ist, ob ein kleiner Strom durch viele Windungen fließt, oder ein großer Strom durch wenige Windungen, vorausgesetzt die Stromdichte im Leiter hat den gleichen Wert. Mit dem Widerstand und dem Ankerstrom berechnet sich die Verlustleistung, die als Wärme umgesetzt wird mit:
{\displaystyle P_{V}=I_{a}^{2}\cdot R}
Bei der Berechnung des Widerstandes {\displaystyle R} müssen der tatsächliche Querschnitt der Leiter, die Anzahl der Windungen und die Anzahl der parallelen Zweige berücksichtigt werden.
Weil der Widerstand mit größer werdendem Luftspaltdurchmesser linear abnimmt, kann für das gleichbleibende Verhältnis von Verlustleistung zu Umfangslänge der Strom linear vergrößert werden. Dies ist der Grund, warum der Ankerstrombelag eine charakteristische Größe ist, mit der die thermische Belastung einer Maschine unabhängig von der Größe der Maschine beurteilt werden kann.
Neben der Verlustleistung ist die Kühlung ein wesentlicher Einfluss auf die Wicklungstemperatur, die wegen der begrenzten Temperaturbeständigkeit der Wicklungsisolation werkstoffspezifische Grenzen nicht überschreiten darf. Je effizienter die Kühlung ist, umso kleiner ist die Temperaturdifferenz zwischen der Wicklungstemperatur und dem Kühlmedium und umso kleiner ist auch die Wicklungstemperatur für die gleiche Verlustleistung. Dies ist der Grund, warum in HÜTTE für die direkte Leiterkühlung (effektivste Kühlung) Richtwerte für den Strombelag von bis zu 2,5 kA/cm angegeben werden, während für die gleiche Maschinenart (Synchronmaschinen mit Vollpolläufern bei 50 Hz) ansonsten ein Bereich von 400 A/cm bis 900 A/cm angegeben werden. In der gleichen Quelle werden die Richtwerte für Gleichstrommaschinen von 200 A/cm bis 800 A/cm angegeben mit dem Zusatz bis 1,1 kA/cm für Luftkühlung.
Oben angegebene Richtwerte haben einen großen Wertebereich. Liegen jedoch Messwerte eines gebauten Prototyps vor, ist der Ankerstrombelag ein zuverlässiger Kennwert für die Vorhersage der Wicklungstemperatur anderer Maschinen mit gleicher Art der Kühlung jedoch anderer Größe und Leistung.